# Marvaux-Vieux
 Marvaux-Vieux  es una población y comuna francesa, en la región de Champaña-Ardenas, departamento de Ardenas, en el distrito de Vouziers y cantón de Monthois.

## Demografía
| 201                       | 207 | 221 | 207 | 334 | 328 | 292 | 300 | 289 | lac. | lac. | 245 | 230 | 219 | 215 | 223 | 207 | 186 | 178 | 174 | 189 | 234 | 171 | 165 | 169 | 140 | 166 | 148 | 136 | 118 | 113 | 89 | 73 | 67 |
| (Fuente: Cassini e INSEE) |     |     |     |     |     |     |     |     |      |      |     |     |     |     |     |     |     |     |     |     |     |     |     |     |     |     |     |     |     |     |    |    |    |